# Giallo
Der Giallo (von italienisch giallo „gelb“, Mehrzahl: gialli) ist ein spezifisch italienisches Subgenre des Thrillers, das von Mario Bava in den 1960er Jahren begründet wurde und zu Beginn der 1970er Jahre seinen Höhepunkt hatte. Die Handlung dreht sich zumeist um die Aufdeckung einer Mordserie. In der Inszenierung werden vor allem detaillierte brutale Mordszenen und Spannungsszenen durch stilvolle Kameraführung, Ausstattung und Musik betont.

## Geschichte
Der Name leitet sich von der italienischen Bezeichnung für Kriminalliteratur, letteratura gialla („gelbe Literatur“), ab, die auf den gelben Einband der Heftroman-Reihe Il Giallo Mondadori zurückgeht. Als ein früher Einfluss des Giallo-Films gelten die deutschen Edgar-Wallace-Filme, die im nicht-deutschsprachigen Raum auch als „(The) Krimi“ zusammengefasst werden. Während in Italien jegliche Krimis und Thriller unter dem Namen Giallo zusammengefasst werden, wird außerhalb Italiens unter diesem Begriff ein spezifisches Genre mit besonderen Merkmalen verstanden. Diese spezielle Form des italienischen Krimis wird in Italien Giallo all’italiana genannt.
Der Giallo wurde maßgeblich durch Mario Bavas Arbeiten La ragazza che sapeva troppo (wörtlich: Das Mädchen, das zu viel wusste) und Blutige Seide (Sei donne per l’assassino, 1964) geprägt. Letzterer bietet bereits den gesamten Katalog an üblichen Motiven, Elementen und ästhetischen Strategien, die zahlreiche weitere Regisseure – darunter am prominentesten: Dario Argento und Sergio Martino – in den folgenden Jahren aufgriffen und fortentwickelten. Gut zehn Jahre lang erwies sich der Giallo vor allem in Italien als sehr erfolgreich. Ab 1970 erreichte das Genre seinen produktiven Höhepunkt mit einer Vielzahl an Veröffentlichungen – in den frühen 1970er Jahren wurden jährlich mehr als zehn Gialli produziert. Als sich das Erfolgsrezept in den späten 1970er Jahren abgenutzt hatte, warfen die italienischen Produzenten günstig produzierte Horrorfilme auf den Markt, die noch schriller und grausamer waren als die Gialli (Ein Zombie hing am Glockenseil, Woodoo – Die Schreckensinsel der Zombies etc.). Auch die Entstehung und Popularität des Poliziottesco zur Mitte und gegen Ende der 1970er-Jahre sorgte für ein abebbendes Interesse am Giallo.
Das Genre wird als Vorläufer des amerikanischen Slasherfilms gesehen. Vor allem in Hinblick auf die ausgeprägte Brutalität der Täter in vielen Mordszenen populärer amerikanischer Slasher-Filme der 1980er-Jahre zeigen sich deutlich die Einflüsse des Giallo auf das Slasher-Film-Genre. So bestätigten einige Regisseure wie John Carpenter (Halloween) und Sean S. Cunningham (Freitag der 13.) in Interviews eine direkte Verbindung ihrer Filme, vorrangig mit denen von Bava. Auch Filme, die nicht primär dem Genre des Giallo zugeordnet werden, darunter beispielsweise Die Schwestern des Bösen, Wenn die Gondeln Trauer tragen, Die Augen der Laura Mars, Frenzy, Eine nach der Anderen, Das Schreckenshaus des Dr. Death, Dressed to Kill oder Der Tod kommt zweimal zeigen dennoch deutlich die bis heute in vielen Filmen präsente Inspiration durch den Giallo. Auch abseits des Genres – so etwa bei Darren Aronofskys Black Swan oder Leichen unter brennender Sonne – lassen sich dessen Einflüsse in unterschiedlicher Ausprägung feststellen.
Obwohl ab den 1980er Jahren deutlich weniger Gialli produziert wurden, inszeniert insbesondere Dario Argento bis heute regelmäßig weitere Gialli.
Im deutschsprachigen Raum spielte der Giallo – wie fast das gesamte italienische Genre-Kino – in kommerzieller Hinsicht kaum eine Rolle. Da die Filme mit wenigen Ausnahmen nicht mit zugkräftigen Stars besetzt waren und insgesamt als minderwertig galten, wurden sie typischerweise in „schmuddeligen“ Bahnhofskinos gezeigt. Zahlreiche Gialli wurden nie für das Kino ausgewertet, sondern erschienen erst Jahre später auf Video oder – dann meist nur in limitierter Stückzahl – auf DVD/Blu-ray. Mittlerweile werden wichtige Gialli wie Blutige Seide in hochwertigen Blu-ray-Editionen vermarktet, welche in Dokumentationen oder Regiekommentaren auch die künstlerische und filmhistorische Bedeutung der entsprechenden Werke beleuchten.

## Genremerkmale
Im Mittelpunkt der Handlung steht oft ein (in der Regel maskiert auftretender) Serienmörder, dessen Taten meist im Kontext einer psychosexuellen Pathologie stehen und der unter deutlich ritualisierten oder fetischisierten Vorzeichen (z. B. schwarze Handschuhe, phallische Tatwaffen) mordet. Bei einigen Filmen, die dem Giallo-Genre zugeordnet werden, steht allerdings nicht primär das „Who-dunnit“-Thema, sondern eine Art Verschwörung im Stile eines Thrillers im Vordergrund (z. B. Im Antlitz des Todes, Paranoia oder Die Falle). Bei den Opfern handelt es sich fast immer um attraktive junge Frauen, die in der Regel leicht bekleidet oder, ab Mitte der 1970er-Jahre, auch komplett nackt gezeigt werden (sog. Sleaze). Die Handlungen werden häufig durch „Twists“ angereichert, spektakuläre Wendungen, die der Zuschauer so nicht erwartet hat. Die finale Demaskierung des Täters/der Täterin geht in der Regel mit einer besonders überraschenden Wendung einher. Als Mitte der 1970er-Jahre die Popularität des Poliziottesco-Genres zunahm, wurden gelegentlich auch Gialli gedreht, die starke, für den Poliziottesco typische Elemente enthalten, darunter z. B. Der Tod trägt schwarzes Leder und The Suspicious Death of a Minor. In der Regel spielen die Gialli in Italien, allerdings gibt es auch Filme, die in Griechenland, der Schweiz, Deutschland oder den USA spielen.
Die Gialli wurden häufig mit internationalen Stars besetzt, die eher in der zweiten Reihe standen. Da die Filme in der Regel mit bescheidenem Budget produziert wurden und der Giallo zumindest damals nicht als künstlerisch wertvolles Genre wahrgenommen wurde, standen Top-Stars kaum zur Verfügung. In den männlichen Hauptrollen agierten unter anderem John Saxon, Cameron Mitchell, Mark Damon, Jean Sorel, Tony Musante, George Hilton, Giancarlo Giannini, Anthony Steffen, James Franciscus, Fabio Testi, Robert Hoffmann, George Lazenby oder David Hemmings. Allerdings waren in den Gialli gelegentlich auch renommierte Darsteller wie Mario Adorf, Klaus Kinski, Karl Malden, Ivan Desny, Max von Sydow oder Helmut Berger zu sehen. Bud Spencer, zu diesem Zeitpunkt bereits ein internationaler Spitzen-Star, absolvierte 1971 einen eher skurrilen Gastauftritt in Vier Fliegen auf grauem Samt (in der Rolle des „God“). Für zahlreiche Giallo-Soundtracks zeichneten – vor allem in den 1970er-Jahren – Ennio Morricone und Riz Ortolani verantwortlich.
Die oft spektakulär inszenierten Morde bilden die eigentliche Attraktion des Films, während kriminologische und investigative Aspekte der Krimihandlung deutlich nachrangig behandelt werden. Hier ergibt sich eine direkte Verbindungslinie zu Hitchcocks Psycho, der den ersten Gialli als maßgebliche Inspiration diente. Allerdings bot vor allem auch dieser Hang zur „Nummernrevue“, zur Aneinanderreihung einzelner Mordszenen, den Kritikern des Giallo Anlass zu Vorwürfen der Gewaltverherrlichung und der Misogynie. Der Giallo fand bei der zeitgenössischen Filmkritik kaum positive Resonanz, in der Regel wurden die Filme als Schund eingestuft oder gar nicht beachtet.
Heute wird das Subgenre generell positiver bewertet. Bekannte Regisseure zeigten sich vom Giallo beeinflusst und schufen kommerziell sehr erfolgreiche Filme wie Halloween – Die Nacht des Grauens (1978, von John Carpenter), die zahlreiche Nachfolger fanden. Oft sind die Gialli visuell sehr reizvoll und effizient inszeniert. Einige Arbeiten dürfen zu den großen Klassikern des italienischen Genrekinos gezählt werden. Einige prominente italienische Genreregisseure wie z. B. Lucio Fulci oder Umberto Lenzi, die später vor allem durch einige heute legendäre Horrorfilme bekannt werden sollten, haben sich im Giallo, lange Zeit neben dem Western und dem Horrorfilm eines der populärsten Genres in Italien, geübt.

## Filme (Auswahl)

### 1960er Jahre
- 1963: La ragazza che sapeva troppo – Von Mario Bava. Eine junge Amerikanerin wird in Rom in eine Mordserie verwickelt. Lief in Deutschland nie im Kino. Der erste und letzte Giallo in sw. Co-Komponist des Soundtracks: Adriano Celentano (unter Pseudonym).
- 1964: Blutige Seide (Sei donne per l’assassino) – Von Mario Bava. Eine Mordserie im Umfeld einer Modeagentur. Der Film floppte, gilt heute aber als stilprägender Klassiker des Genres.
- 1965: La Donna del Lago – Der scheinbare Selbstmord einer Freundin veranlasst einen Autor Nachforschungen zu ihrem Tod anzustellen. In Deutschland unveröffentlicht. Regie: Luigi Bazzoni
- 1966: Die Mörderklinik – Patienten und Personal einer psychiatrischen Klinik werden von einem Wahnsinnigen getötet, der durch die Flure pirscht. Regie: Elio Scardamaglia, Lionello De Felice
- 1968: Sieben Jungfrauen für den Teufel (Nude… si muore) – In einem Mädchenpensionat geht ein Killer um.
- 1968: Die Falle (La morte ha fatto l’uovo) – Marco und seine Ehefrau Anna führen eine Hühnerfarm. Allerdings lebt Marco mit dieser sowie seiner Sekretärin Gabriella in einer Dreiecksbeziehung, wobei sich die Eifersucht untereinander immer mehr zuspitzt.
- 1969: Nackt über Leichen (Una sull’altra) – Ein Doktor erfährt, dass seine verstorbene Frau eine Doppelgängerin hat. Von Lucio Fulci.
- 1969: Der Phantom-Killer schlägt zu (Viaje al vacío) – Der wohlhabende John findet heraus, dass seine Ehefrau Denise ihn mit seinem Bruder Peter betrügt. Denise und Peter versuchen daraufhin, John in den Wahnsinn zu treiben, um eine Entmündigung zu erreichen. Ein selbst für Genre-Verhältnisse weitgehend unbekannter Giallo.
- 1969: Das Gesicht im Dunkeln (A Doppia Faccia) – Die wohlhabende Ehefrau eines Mannes wird durch einen Autounfall getötet. Doch später liegt die Vermutung nahe, dass sie möglicherweise noch am Leben ist. Regie: Riccardo Freda. Mit Klaus Kinski in der ungewohnten Rolle des sympathischen, unschuldigen Protagonisten.
- 1969: Das Versteck – Angst und Mord im Mädcheninternat (La residencia) – In einem Mädchen-Internat in Südfrankreich werden junge Mädchen ermordet. Eine Art Vorläufer zu Dario Argentos Suspiria.

### 1970er Jahre
- 1970: Das Geheimnis der schwarzen Handschuhe (L’ Uccello dalle piume di cristallo) – Von Dario Argento. Ein in Rom lebender US-Autor wird in eine Mordserie verwickelt. In Nebenrollen: Mario Adorf und Werner Peters. Musik: Ennio Morricone. Argentos Regiedebüt war ein großer Kinoerfolg und etablierte den 30-Jährigen als führenden Giallo-Regisseur. Mit seinem Namen wurde später sogar auf den Kinoplakaten geworben.
- 1970: Frauen bis zum Wahnsinn gequält (Le foto proibite di una signora per bene) – Ein Ehepaar auf der Spur eines Frauenmörders. Musik: Ennio Morricone.
- 1970: Red Wedding Night, auch Hatchet for the Honeymoon (Il rosso segno della follia) – Von Mario Bava. Ein Geschäftsmann mordet mit dem Hackebeil. Lief in Deutschland nie im Kino.
- 1971: A Lizard in Woman’s Skin (Una lucertola con la pelle di donna) – Die junge Carol leidet unter mörderischen Alpträumen, die plötzlich Realität werden. Musik: Ennio Morricone. Lief in Deutschland nie im Kino.
- 1971: Blutspur im Park (Un farfalle con le ali insanguiate) – Drei Mädchenmorde stellen die italienische Polizei vor ein Rätsel. Hauptrolle: Helmut Berger. Sollte ursprünglich als 33. Film der Edgar-Wallace-Reihe laufen.
- 1971: Das Schloß der blauen Vögel (La bestia uccide a sangue freddo), auch Slaughter Hotel – Ein Unbekannter ermordet die Patientinnen einer Privatklinik. Hauptrolle: Klaus Kinski.
- 1971: Der Killer von Wien (Lo Strano vizio della Signora Wardh) – Wien zittert vor einem Rasiermessermörder, der es auf junge Frauen abgesehen hat.
- 1971: Der Schwanz des Skorpions (La Coda dello scorpione) – Eine Mordserie in Athen. Von Sergio Martino.
- 1971: Ein schwarzer Tag für den Widder (Giornata nera per l’ariete) – Ein Journalist begibt sich auf die Suche nach der Identität eines Killers, der Bekannte in dessen Umfeld tötet, während er selbst zugleich fälschlich von der Polizei verdächtigt wird. Mit Franco Nero. Wurde im Jahr 2021 erstmals mit deutscher Synchronisation für den Heimkinomarkt veröffentlicht.
- 1971: Der schwarze Leib der Tarantel (La Tarantola dal ventre nero) – Ein psychopathischer Mörder lähmt seine Opfer – hübsche nackte Frauen – mit einer Akupunkturnadel, bevor er sie aufschlitzt. In diesem Film wirken drei Bondgirls mit (Barbara Bach, Claudine Auger, Barbara Bouchet). Musik: Ennio Morricone.
- 1971: Die Grotte der vergessenen Leichen, auch Stumme Schreie (La notte che Evelyn uscì dalla tomba) – In dem halbverfallenen Schloss eines Grafen verschwinden junge Frauen.
- 1971: Die Bestie mit dem feurigen Atem (L’iguana dalla lingua di fuoco) – Im Kofferraum eines Schweizer Botschafters wird eine Leiche entdeckt. Immer mehr Opfer fallen einem Mörder zum Opfer.
- 1971: Die neunschwänzige Katze (Il gatto a nove code) – Von Dario Argento. Ein blinder Reporter (Karl Malden) wird in eine Mordserie verwickelt. Musik: Ennio Morricone.
- 1971: Gli occhi freddi della paura – Ein Revolvermann terrorisiert ein Paar. Lief in Deutschland nie im Kino. Musik: Ennio Morricone.
- 1971: Im Blutrausch des Satans (Reazione a catena) – Von Mario Bava. Teenager, die in einem halbverfallenen Gebäude übernachten, werden von einem Mörder attackiert. Gilt als Vorläufer des amerikanischen Slasherfilms und übte vor allem auf Freitag der 13. Teil II – Jason kehrt zurück eine große Inspiration aus. In Deutschland wurde der Film 1987 wegen Verstoß gegen § 131 StGB (Gewaltdarstellung) beschlagnahmt.
- 1971: Malastrana (La corta notte delle bambole di vetro) – Prag. Ein paralysierter Journalist rekapituliert die Ereignisse, die ihn ins Leichenschauhaus brachten. Mit Jürgen Drews als Straßensänger. Musik: Ennio Morricone.
- 1971: Vier Fliegen auf grauem Samt (Quattro mosche di velluto grigio) – Von Dario Argento. Ein maskierter mordender Unbekannter terrorisiert einen jungen Schlagzeuger. In einer Nebenrolle: Bud Spencer als „God“. Musik: Ennio Morricone.
- 1972: Das Auge des Bösen (Casa d’appuntamento) – Mädchenmorde in einem Bordell.
- 1972: Das Geheimnis der blutigen Lilie (Perché quelle strane gocce di sangue sul corpo di Jennifer?) – Ein Killer ist hinter zwei Models her.
- 1972: Das Geheimnis der grünen Stecknadel (Cosa avete fatto a Solange?) – Ein Londoner College-Lehrer wird als Mädchenmörder verdächtigt. Gehört zur Edgar-Wallace-Reihe. Mit Joachim Fuchsberger einmal mehr als Scotland Yard-Inspektor. Musik: Ennio Morricone.
- 1972: Das Geheimnis des gelben Grabes (L’etrusco uccide ancora) – In einer alten Grabhöhle werden zwei bis zur Unkenntlichkeit verstümmelte Leichen gefunden. Nach einer Kurzgeschichte von Bryan Edgar Wallace. Mit Nadja Tiller und Horst Frank.
- 1972: Das Haus im Nebel (La Mansion de la Niebla) – Ein Paar, das sich im dichten Nebel verirrt hat, sucht Zuflucht in einem unheimlichen Herrenhaus neben einem Friedhof.
- 1972: Haus der tödlichen Sünden (Alla ricerca del piacere) – Die Sekretärin eines Autors deckt im Zuge ihrer Suche nach einer verschollenen Freundin ein Mordkomplott auf.
- 1972: Das Rätsel des silbernen Halbmonds (Sette orchidee macchiate di rosso) – In Rom treibt ein Serienkiller sein Unwesen, sein neuestes Opfer ist Giulia, die sich mit ihrem Mann in den Flitterwochen befand. Gehört zur Edgar-Wallace-Reihe.
- 1972: Die Farben der Nacht (Tutti i colori del buio) – Eine von Alpträumen geplagte Frau gerät in eine schwarze Messe.
- 1972: Il tuo vizio è una stanza chiusa e solo io ne ho la chiave – Der erfolglose Schriftsteller Oliviero soll eine Studentin ermordet haben, mit der er ein Verhältnis hatte. Lief in Deutschland nie im Kino.
- 1972: Quäle nie ein Kind zum Scherz (Non si sevizia un paperino) – In einem Dorf begehen die Bewohner Lynchjustiz an vermeintlichen Kindermördern, doch das Töten endet nicht. Regisseur Lucio Fulci wurde wegen einer Szene inhaftiert, in der eine nackte Frau einen Minderjährigen verführt. Er konnte aber beweisen, dass er einen Kleinwüchsigen als Double verwendet hat.
- 1972: Die rote Dame, auch The Red Queen kills Seven Times (La dama rossa uccide sette volte) – Eine mysteriöse in einen roten Umhang gekleidete Frau ermordet reihenweise Personen im Umfeld zweier Schwestern.
- 1972: Ragazza tutta nuda assassinata nel parco – Detective Chris Bayer muss einen mysteriösen Mordfall im Luna Park aufklären. Lief in Deutschland nie im Kino.
- 1972: The Child – Die Stadt wird zum Alptraum (Chi l’ha vista morire?) – Die kleine Roberta besucht ihren Vater Franco Serpieri in Venedig und wird am nächsten Tag tot in einem Kanal gefunden. Lief in Deutschland nie im Kino. Musik: Ennio Morricone. Eine Art Vorläufer von Wenn die Gondeln Trauer tragen (1973).
- 1973: Das Grauen kommt nachts – Ein angesehener Arzt, der in Vietnam eine schwere Kopfverletzung erlitt, wird zum Hauptverdächtigen in einer Reihe grausamer Morde.
- 1973: Die Nacht der rollenden Köpfe (Passi di danza su una lama di rasoio) – Nachdem mehrere Ballettschülerinnen enthauptet oder zerstückelt wurden, macht sich ein Tatverdächtiger auf Mördersuche.
- 1973: Die Mörderbestien (La morte ha sorriso all'assassino) – Der jungen an Amnesie leidenden Greta wird von der wohlhabenden Familie von Ravensbruck ein Heim angeboten. Doch immer mehr erhärtet sich der Verdacht, dass Greta gar nicht so unschuldig und sogar gefährlich ist. Mit Klaus Kinski. Von Joe D’Amato.
- 1973: Die Säge des Teufels, auch: Torso (I Corpi presentano tracce di violenza carnale) – Ein Serienkiller mordet im Umfeld einer italienischen Universität. Lief in Deutschland nie im Kino. Musik: Oliver Onions.
- 1973: Lisa und der Teufel (Lisa e il diavolo) – Von Mario Bava und Alfredo Leone. Lisa (Elke Sommer) wird von dem diabolischen Chauffeur Leandro (Telly Savalas) dazu überredet, in einer unheimlichen Villa zu übernachten. Lief in Deutschland nie im Kino.
- 1973: L’assassino ha riservato nove poltrone – Patrick feiert mit seinen Freunden im Theater seiner Villa eine Party. Dabei fällt einer nach dem anderen einem Killer zum Opfer. Wurde nie in Deutsch synchronisiert.
- 1973: Sieben Tote in den Augen der Katze (La Morte negli occhi del gatto) – Kaum ist Internatsschülerin Corringa (Jane Birkin) auf das düstere Schloss ihres schottischen Clans zurückgekehrt, geht eine Mordserie los. Mit Serge Gainsbourg als Inspektor.
- 1974: Das Parfüm der Dame in Schwarz (Il profumo della signora in nero) – Nach einer Party bei einem afrikanischen Professor, auf der es um Voodoo und Menschenopferrituale geht, wird eine Wissenschaftlerin von Visionen geplagt. Lief in Deutschland nie im Kino.
- 1974: Der Tod trägt schwarzes Leder (La polizia chiede aiuto) – Die Polizei kommt einem Verbrechernetz auf die Spur, das Minderjährige zur Prostitution anbietet.
- 1974: Spasmo (Spasmo) – Ein junger Industrieller wird von einem Mörder verfolgt. Lief in Deutschland nie im Kino. Musik: Ennio Morricone.
- 1975: Die Nacht der blanken Messer, auch: Nackt für den Killer (Nude per l’assassino) – Ein maskierter Killer schlachtet seine Opfer mit einem Fleischermesser ab. Lief in Deutschland nie im Kino.
- 1975: Labyrinth des Schreckens (Gatti rossi in un labirinto di vetro) – Junge Touristen, die sich auf einer Busreise befinden, werden von einem mysteriösen Killer bestialisch getötet. Lief in Deutschland nie im Kino.
- 1975: Rosso – Farbe des Todes (Profondo Rosso) – Von Dario Argento. Ein geheimnisvolles Kinderlied erklingt immer dann, wenn ein Serienkiller zuschlägt. Lief in Deutschland nie im Kino. Regisseur Argento und Hauptdarstellerin Daria Nicolodi sind die Eltern von Asia Argento und arbeiteten noch fünf weitere Male zusammen.
- 1976: Das Haus der lachenden Fenster (La casa dalle finestre che ridono) – Restaurator Stefano, der in einer Kleinstadt ein mysteriöses Kirchengemälde aufarbeitet, kommt einem furchtbaren Geheimnis auf die Spur. Lief in Deutschland nie im Kino.
- 1977: Die Stimme des Todes (Il gatto dagli occhi di giada) – Eine Frau wird Zeugin eines Mordes an einem Pharmazeuten. Als sie zusammen mit ihrem Freund versucht, den Täter ausfindig zu machen, geraten beide selbst ins Visier des Mörders.
- 1977: Die sieben schwarzen Noten (Sette note in nero) – Über einen Parapsychologen versucht eine von Visionen heimgesuchte Frau, ein Verbrechen aufzuklären. Lief in Deutschland nie im Kino. In den frühen 2000er Jahren hat Quentin Tarantino ein Remake des Films angekündigt, das aber nicht realisiert wurde.
- 1977: Suspiria (Suspiria) – Von Dario Argento. Unheimliche Vorgänge an einer Ballettschule setzen der neuen Schülerin Suzy schwer zu. Der seltene Fall eines Giallo, der in Deutschland spielt (in Freiburg). 2018 wurde ein Remake des Films produziert.
- 1978: Blutiger Schatten (Solamente nero) – Ein junger Wissenschaftler kommt in Venedig auf die Spur eines Serienkillers. Es ist nicht klar, ob dieser Film in Deutschland im Kino lief.
- 1978: Orgie des Todes (Enigma rosso) – Nach dem bestialischen Mord an einem Mädchen ermittelt die Polizei in einem Luxus-Internat. Lief in Deutschland nie im Kino. Mit Ivan Desny.
- 1979: Giallo a venezia – In Venedig heftet sich ein Detektiv an die Fersen eines Doppelmörders, der bald darauf für weitere Tode verantwortlich gemacht wird.

### 1980er Jahre
- 1980: Horror Infernal (Inferno) – Von Dario Argento. Eine Serie mystischer Morde scheint mit einem okkulten Buch in Verbindung zu stehen, das vor hundert Jahren geschrieben wurde. Musik: Keith Emerson. Spezialeffekte von Mario Bava, der noch vor dem Kinostart verstarb.
- 1982: Der New York Ripper (Lo squartatore di New York) – Ein unheimlicher Triebmörder hinterlässt weibliche Leichen, die furchtbar zugerichtet sind.
- 1982: Tenebrae (Tenebre) – Von Dario Argento. Rom. Ein amerikanischer Bestseller-Autor, der für seinen neuen Horror-Roman wirbt, wird in eine Serie bestialischer Morde verwickelt.
- 1983: Das Haus mit dem dunklen Keller (La casa con la scala nel buio) – Ein Komponist wird von einem Stalker während eines Aufenthalts in einer Villa bedroht.
- 1985: Phenomena (Phenomena) – Von Dario Argento. In einem Schweizer Internat macht sich Martha, die Tochter eines reichen Amerikaners, auf die Jagd nach einem wahnsinnigen Serienkiller.
- 1985: The Last Shot (Sotto il vestito niente) – Ein Scheren-Mörder macht Mailand unsicher. Mit Donald Pleasence als Kommissar. Ein weiterer wenig bekannter Giallo.
- 1986: Night Ripper – Das Monster von Florenz (Il mostro di Firenze) – Ein mysteriöser Serienmörder tötet junge Liebespärchen, die mit dem Auto abgelegene Plätze aufsuchen, und entfernt die Genitalien der weiblichen Opfer. Der Film basiert auf einer Mordserie in Florenz, die sich tatsächlich zwischen 1968 und 1985 zugetragen hat. Lief in Deutschland nie im Kino.
- 1987: Das unheimliche Auge (Le foto di Gioia) – Der heimliche Verehrer der Herausgeberin eines Männer-Magazins ermordet reihenweise Models, die für das Magazin arbeiten. Im Anschluss fertigt der Killer Fotos an und sendet diese an die Herausgeberin.
- 1987: Aquarius – Theater des Todes (Deliria) – Ein Serienmörder metzelt in einem Theater, dessen Ensemble gerade ein Stück über einen Serienmörder probt. Lief in Deutschland nie im Kino.
- 1988: Terror in der Oper (Opera) – Von Dario Argento. An der Mailänder Scala geschehen Unfälle und unerklärliche Dinge. Lief in Deutschland nie im Kino.
- 1989: Nightmare Beach – Nach der Hinrichtung eines verurteilten Mörders kommt es in Florida zu einer Mordserie. Von Umberto Lenzi.

### 1990er Jahre
- 1992: Body Puzzle – Ein Detektiv ist auf der Suche nach einem brutalen Killer, der Körperteile und Innereien seiner Opfer im Kühlschrank der jungen Witwe Tracy hinterlässt. Deren verstorbener Ehemann hatte eine homosexuelle Affäre mit einem unbekannten Mann.
- 1993: Aura (Trauma) – Von Dario Argento. Es geht ein Mörder um, der seine Opfer kopflos zurücklässt. Argento gab hier seiner Tochter Asia (18) erstmals die Hauptrolle in einem seiner Filme. Lief in Deutschland nie im Kino.
- 1996: Das Stendhal-Syndrom (La sindrome di Stendhal) – Von Dario Argento. Die Polizistin Anna Manni fahndet nach einem Serienvergewaltiger und Killer. Mit Asia Argento und Thomas Kretschmann. Lief in Deutschland nie im Kino. Musik: Ennio Morricone.
- 1997: Wax Mask (Wax Mask) – Von Sergio Stivaletti. Ein Remake des Films Das Kabinett des Professor Bondi (1953) mit diversen Giallo-Elementen. Von Dario Argento produziert.

### Ab 2000
- 2001: Sleepless (Non ho sonno) – Von Dario Argento. Der pensionierte Kommissar Moretti (Max von Sydow) begibt sich auf die Suche nach einem perversen Serienkiller. Lief in Deutschland nie im Kino.
- 2004: Anatomie des Grauens (Occhi di cristallo) – Ein Serienkiller sägt seinen Opfern – auch bei lebendigem Leibe – Körperteile ab, um sie durch Gliedmaßen einer großen Puppe zu ersetzen. Lief in Deutschland nie im Kino.
- 2004: The Card Player (Il cartaio) – Von Dario Argento. Ein sadistischer Killer ermordet Frauen live vor einer Webcam.
- 2009: Giallo (Giallo) – Von Dario Argento. Der Titelheld entführt, misshandelt und tötet Touristinnen. Lief in Deutschland nie im Kino.
- 2009: Amer – Die dunkle Seite Deiner Träume (Amer) – Die kleine Ana ist fasziniert vom Leichnam ihres Großvaters, der in seinem Haus aufgebahrt wird. Als sie Jahre später in das Haus zurückkehrt, scheint es nicht verlassen zu sein.
- 2012: Tulpa (Tulpa – I demoni del desiderio) – Die Geliebten einer Geschäftsfrau werden nach und nach brutal ermordet. Lief in Deutschland nie im Kino.
- 2013: Der Tod weint rote Tränen (L’etrange couleur des larmes de ton coprs) – Ein Geschäftsmann macht sich in Brüssel auf die Suche nach seiner spurlos verschwundenen Ehefrau.
- 2014: The Editor – Ein Cutter gerät unter Mordverdacht, als in einem Filmstudio mehrere Schauspieler umgebracht werden. Lief in Deutschland nie im Kino.
- 2015: Francesca – Eine Gemeinde wird von einem brutalen Psychopathen heimgesucht, der die Stadt von „unreinen“ und „verdammten“ Seelen bereinigen will. Lief in Deutschland nie im Kino.
- 2018: Abrakadabra – Ein Magier gerät ins Visier eines sadistischen Killers.
- 2020: Red Screening – Blutige Vorstellung von Maximiliano Contenti ist eine Mischung aus Giallo und Slasher-Film. Dabei zitiert er einige Klassiker des Genres.
- 2020: Maniac Driver, japanischer Film, der ebenso Elemente des Pinku eiga enthält.
- 2022: Dark Glasses – Blinde Angst (Occhiali neri) – Eine blinde junge Frau setzt sich zusammen mit einem chinesischen Jungen auf die Spur eines Mörders. Von Dario Argento.